# Vinyater
El vinyater és un cep de raïm blanc, originari del Penedès i l'Alt Camp, fruit de l'encreuament espontani de les varietats blanques heben i albillo mayor.

## Ampelografia
És una varietat poc productiva, de maduració primerenca, gotim mitjà i grans petits només reconeguda i autoritzada a la DO Catalunya i a la DO Tarragona.
Està catalogada amb el número 22844 al Vitis International Variety Catalogue (VIVC), una base de dades de diverses espècies i varietats del gènere Vitis.

## Característiques enològiques
El vins elaborats amb vinyater acostumen a tenir un grau alcohòlic baix.

## Història
El nom de vinyater deriva de vinya, aplicat inicialment, en general, als ceps que no s'emparraven.

## Sinonímies
Vinate, vinater, vinater blanc i vinates.